# Cmentarz żydowski w Kiszyniowie
Cmentarz żydowski w Kiszyniowie – cmentarz żydowski położony w dzielnicy Buiucani w zachodnim Kiszyniowie, jedna z najstarszych nekropolii w mieście. Zajmuje powierzchnię ok. 11 hektarów.

## Historia i opis

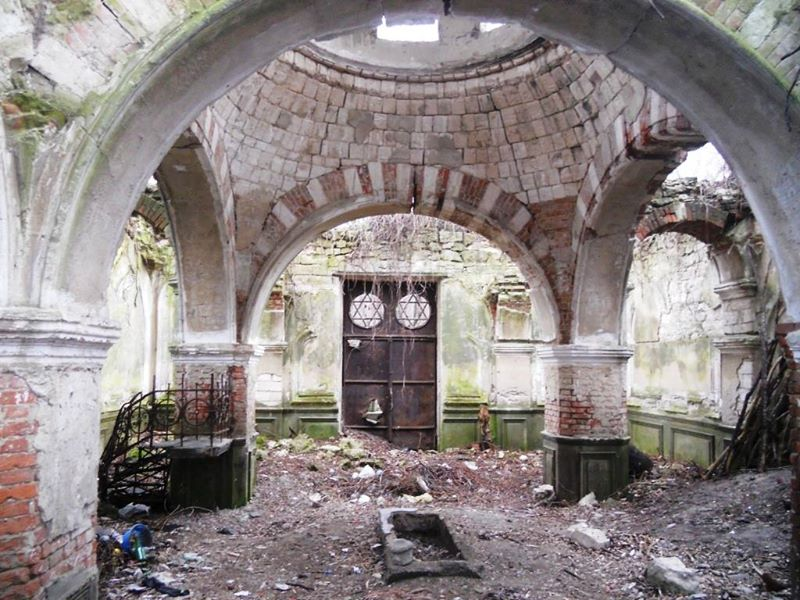
Wnętrze domu przedpogrzebowego (2015)

Istnienie żydowskiej nekropolii w tym miejscu było wzmiankowane po raz pierwszy w 1887 r., jednak pochówki odbywały się tam już wcześniej, od początku XIX w. W źródłach spotyka się też 1812 r. jako datę założenia cmentarza. Podczas II wojny światowej cmentarz popadł w ruinę. Na jego terytorium odbywały się egzekucje bojowników antyfaszystowskiego ruchu oporu.
W 1958 r. część cmentarza została zniszczona. Na jego obszarze urządzono najpierw plac targowy, a następnie park „Alunelul”; wzniesiono również budynki mieszkalne oraz otwarto korty tenisowe. Nagrobki ze zlikwidowanej części wykorzystano do budowy ogrodzeń wokół zachowanej części cmentarza oraz wokół kiszyniowskiego cmentarza centralnego, cmentarza katolickiego, jednej z jednostek wojskowych w mieście, a także do wytyczania alejek w parku „Alunelul”. Dwadzieścia lat później również pozostała część cmentarza żydowskiego została zamknięta dla pochówków, jednak w 1993 r. tę decyzję cofnięto. W tym też roku na terenie parku „Alunelul” wzniesiono pomnik ofiar pogromu z 1903 r.
Na cmentarzu znajdują się zbiorowe mogiły ofiar pogromów z 1903 i 1905 r. oraz grób wieloletniego rabina Kiszyniowa Lejba Jehudy Cirilsona, a także ruiny dawnego żydowskiego domu pogrzebowego. Łącznie w zachowanej części nekropolii znajduje się od 24 tys. do nawet 40 tys. nagrobków.
Na początku XXI w. stan cmentarza opisywano jako bardzo zły, liczne nagrobki były zniszczone. Zdarzały się przypadki ich celowej dewastacji. W 2015 r. władze Kiszyniowa poinformowały o zamiarze odbudowy cmentarnej synagogi, jednak zabrakło na to funduszy. Do prac nad odnowieniem cmentarza przystąpiono w 2018 r.